# Prison de Bastøy
La prison Bastøy (norvégien : Bastøy landsfengsel) est une prison de sécurité minimale située sur une île de 2,6 km2 : l'île Bastøy. Celle-ci fait partie de la municipalité de Horten en Norvège, à environ 75 km au sud d'Oslo dans le fjord d'Oslo. Le directeur de la prison qui héberge 115 prisonniers, dirige une équipe de 69 employés dont seuls 5 restent sur place la nuit.

## Historique

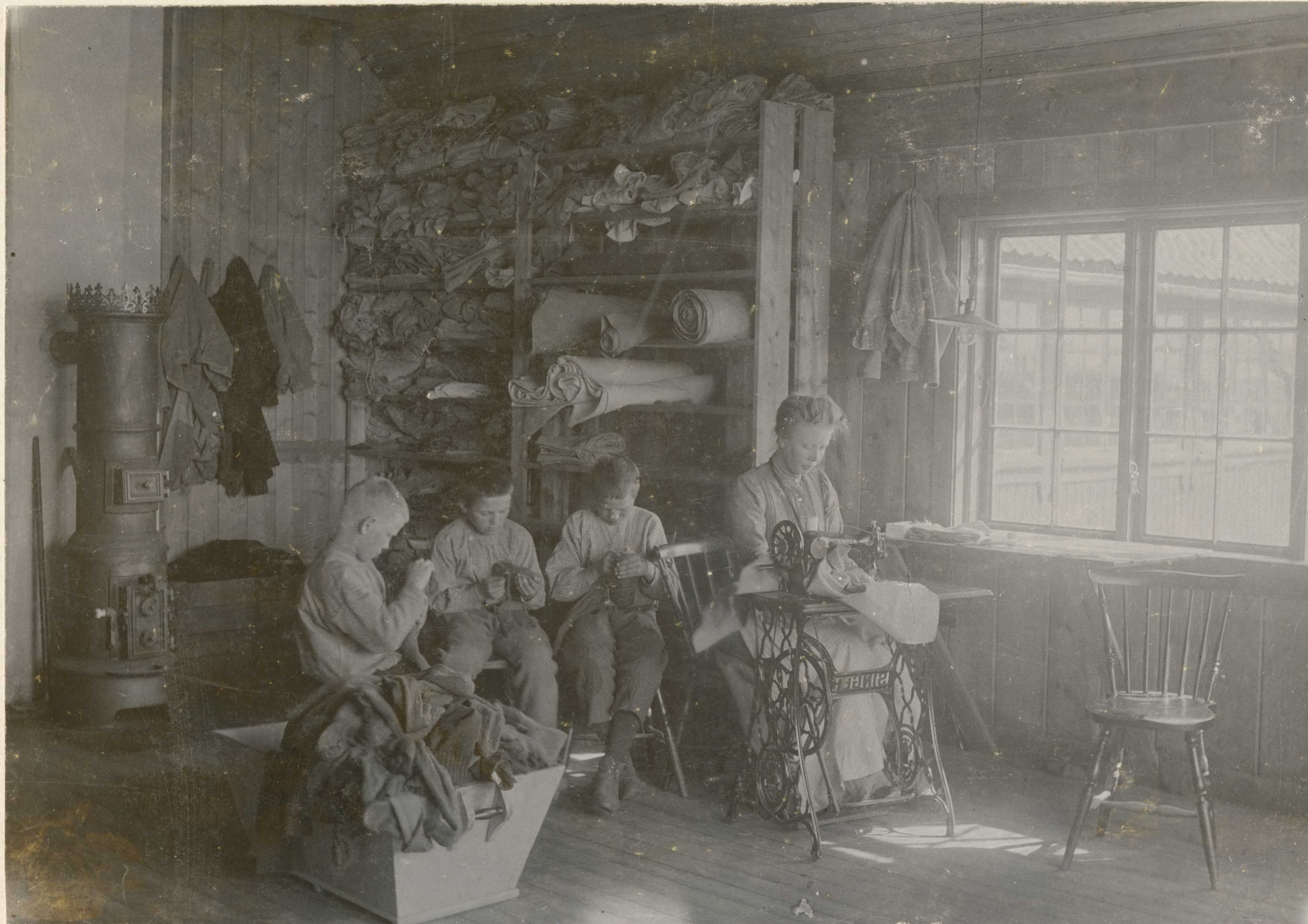
Bastøy Boys' Home (1903)

Après avoir été un centre pour jeunes délinquants de 1900 à 1970, puis un centre de traitement pour sans abris et alcooliques de 1971 à 1983, la prison de Bastøy y a été instaurée un an plus tard et est maintenant un lieu d'expérimentation pour devenir la « première prison écologique au monde ».

## Description
Les prisonniers sont logés dans des maisons et travaillent dans différents domaines comme la ferme, le ferry de l'île et les travaux forestiers. Pendant leur temps libre, les prisonniers peuvent pratiquer le football, le golf, la pêche, le tennis, la natation, la baignade, la randonnée sur toute l'île mais aussi le ski de fond, et même un espace « wellness » leur est dédié. L’établissement pénitentiaire travaille sur la réinsertion en leur communiquant le sens du vivre ensemble, du respect ainsi que le goût et l’importance du travail afin de pouvoir les réintégrer dans la société[réf. souhaitée].

## Cinéma
- 2007 : la prison Bastøy apparaît dans les bonus du film Sicko, documentaire de Michael Moore sur le système de santé américain comparé à ceux du Canada, de la Grande-Bretagne, de la France et de Cuba.
- 2010 : le documentaire Bastøy du néerlandais Michel Kapteijns[4] traite de la prison.
- 2010 : le film norvégien Les Révoltés de l'île du diable (Kongen av Bastøy) de Marius Holst[5] situe son action en 1915 lorsque Bastøy abritait un centre pour jeunes délinquants.
- 2015 : le documentaire américain Where To Invade Next de Michael Moore compare le système carcéral américain avec celui de la Norvège.

## Sources
- (en) Cet article est partiellement ou en totalité issu de l’article de Wikipédia en anglais intitulé « Bastøy prison » (voir la liste des auteurs).

## Webographie
- (no + en) Site officiel
- (no) Site de la prison Bastøy
- (de) Deutsche Welle article
- A Bastøy, la prison est propre, en plein air et sans barreaux
- (en) Bad Boy? Bastøy Boys' Home